# Inspiration4
Inspiration4 är uppdragsbeteckningen för den första privat finansierade bemannade rymdfärden av en Dragon 2-rymdfarkost från SpaceX. Besättning består av helt civila personer som har blivit erbjudna att få genomföra denna historiska resa helt gratis. Farkosten sköts upp med en Falcon 9-raket från Kennedy Space Center LC-39A, den 16 september 2021. Efter knappt tre dagar i rymden återinträdde farkosten jordens atmosfär och landade i Mexikanska golfen.
Då farkosten inte skulle docka med någon annan farkost eller rymdstation, ersatte man farkostens dockningsport med ett fönster utformat som en kupol liknande den på ISS.
Målet med flygningen var att uppmärksamma den amerikanska befolkningen och övriga världen på barncancer och att samla pengar till St. Jude Children's Research Hospital.
Flygningen och förberedelserna för flygningen kan ses i Netflix serien Countdown: Inspiration4 Mission to Space.

## Besättning
| Befälhavare        | Jared Isaacman Hans första rymdfärd        |
| Pilot              | Sian Proctor Hennes första rymdfärd        |
| Chefsläkare        | Hayley Arceneaux Hennes första rymdfärd    |
| Uppdragsspecialist | Christopher Sembroski Hans första rymdfärd |

## Uppskjutning
Farkosten sköts upp från Kennedy Space Center LC-39A med en Falcon 9-raket den 16 september 2021. Raketens första steg har använts två gånger innan, till att skjuta upp satelliter åt USA:s Space Force. Några minuter efter uppskjutningen, landade raketens första steg, på en pråm ute på Atlanten.